# Ángeles López de Ayala

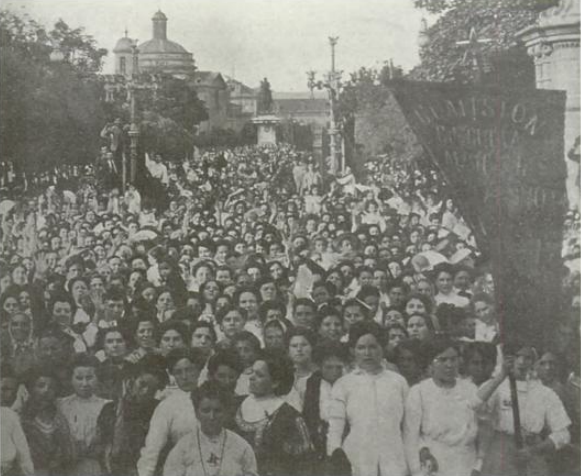
Manifestació de dones de Barcelona, convocades per Ángeles López de Ayala, el 10 de juliol de 1910, a favor de l'educació laica.

Ángeles López de Ayala (Sevilla, 21 de setembre de 1858 – Barcelona, 29 de gener de 1926) fou una activista política espanyola, considerada la principal intel·lectual feminista de finals del segle xix i començaments del segle xx. D'idees republicanes, feministes i afiliada a la maçoneria, el 1888 es traslladà a viure a Barcelona, on fundà els setmanaris El Progreso (1896), El Gladiador (1906), i El Libertador (1910), que se subtitulava Periódico defensor de la mujer y órgano del librepensamiento. Impulsà la creació de la Sociedad Autónoma de Mujeres de Barcelona (1892) amb Teresa Claramunt Creus i Amalia Domingo Soler i participà en la fundació de la Sociedad Progresiva Femenina el 1891. Defensora aferrissada dels drets de la dona, afirmava que les dones havien d'emancipar-se tant de l'església, per tal d'alliberar la consciència, com de la supremacia masculina.

## Biografia
Era filla de Gonzalo López de Ayala i d'Asunción Molero i Valdivia, i neboda de l'escriptor i polític Adelardo López de Ayala. Als vuit anys va quedar òrfena de mare i el seu pare va decidir deixar la seva criança i educació en mans d'uns familiars a Morón de la Frontera i després a Zahara de la Sierra. Va rebre una primera instrucció en el Convent de Santa Catalina, a Osuna; després va entrar com a novícia al Convent de Santa Maria, a Marchena. No obstant això, a causa de la seva escassa vocació religiosa, optà per abandonar el monestir al cap de dos anys, i va decidir dedicar-se a les lletres.
Amb setze anys va escriure una novel·la en quatre toms, titulada El triomf de la virtut, i poc després va començar a col·laborar en publicacions com La Educación, El Fígaro, El Hispalense i El Disparate. Es va casar el 1881, i va anar a viure a Madrid al costat del seu marit. Va perdre el seu pare i els seus dos germans a la fi de la dècada del 1880.
El 1887 va publicar Els terratrèmols d'Andalusia o Justícia de Déu. Al mateix temps va iniciar una campanya pública en contra de la institució monàrquica, i va ser arrestada durant un temps. El 1889, havent-se mudat a Santander, va patir un atemptat a casa seva.
Poc després de complir els 30 anys, el 1888, es va traslladar a Barcelona. Allà va fundar el setmanari El Progreso (1896), d'ideologia republicana i que tractava el problema de la dona; El Gladiador (1906), que s'ocupava de la condició de la dona i de la lluita feminista en tots els camps; El Libertador (1910), que tenia l'eslògan Diari defensor de la dona i òrgan del lliure pensament; i el Gladiador del librepensamiento (1914), que desapareixeria el 1920, juntament amb la Societat Progressiva. A causa de les persecucions de les autoritats va passar tres llargues temporades a la presó per les seves activitats polítiques i periodístiques.
Finançava una escola laica nocturna, que va impulsar la creació de la Societat Progressiva Femenina, on es va afermar el funcionament d'una escola diürna per a nenes i una altra de nocturna per a adults. Aquesta associació estava estretament lligada a la Lògia Constància, a la qual pertanyia López de Ayala, i de la qual havia estat secretària el 1895. Va crearl a més, un orfeó, i una companyia de teatre.
Ángeles López de Ayala va organitzar, amb l'ajuda del lerrouxisme «la manifestació femenina més important i multitudinària de la Restauració sota la bandera de l'emancipació de la dona, del lliure pensament i de la república», duta a terme a Barcelona, el 10 de juliol de 1910. L'objecte de la marxa era expressar simpatia davant d'una proposta del polític espanyol José Canalejas. Amb la manifestació es va aconseguir lliurar al governador civil un missatge, subscrit amb unes 22000 signatures, en el qual es declarava que totes les espanyoles eren catòliques, però no clericals.
L'any 1901 es va casar civilment amb Joan Pon i Angelet, després que el seu primer marit, Francisco Valero de la Peña, hagués mort al setembre de l'any 1900.

## Obres
Aquestes són algunes de les obres que va escriure:
- Lo que conviene a un marido, 1880. Teatre.
- Don Gonzalo de Córdoba, 1880. Teatre.[9]
- El triunfo de la virtud, 1881. Novel·la.
- Los terremotos de Andalucia o Justicia de Dios. Madrid: Tip. Orfes, 1886. Novel·la.
- Cuentos y cantares para los niños. Madrid: José Matarredona, 1888. Contes.
- De tal siembra tal cosecha. Barcelona: Maucci, 1889. Teatre.[17]
- Absurdos sociales, Barcelona, 1899. Novel·la.
- Primitivo, 1900. Llibre de lectura.

També va col·laborar amb La Educación, El Fígaro, El Hispalense, El Disparate, La Publicidad de Madrid, La Ilustración Madrileña, El Clamor zaragozano, El Diluvio, La Humanidad, El Gladiador de Jaén i El Fénix de Santander.